# ۱۹۲۰: لندن
۱۹۲۰: لندن (انگلیسی: 1920: London) یک فیلم ترسناک هندی به کارگردانی تینو سورش دسای محصول سال ۲۰۱۶ و سومین قسمت از مجموعه فیلم‌های ۱۹۲۰ محسوب می‌شود، و ادامه ۱۹۲۰: بازگشت شیطان (۲۰۱۲) در این فیلم شارمان جوشی، میرا چوپرا و ویشال کاروال در نقش‌های اصلی بازی می‌کنند. این فیلم توانست هزینه‌های خود را جبران کند و به موفقیت متوسطی دست پیدا کند، اما نتوانست موفقیت قسمت‌های قبلی خود را تکرار کند، با این وجود قسمت دیگری با عنوان ۱۹۲۱ (فیلم ۲۰۱۸) ساخته شد.